# ロバート・サンプル
ロバート・サンプル（Robert Sample、1719年没）、またの名をリチャード・サンプル（Richard Sample）は、カリブ海およびアフリカの沿岸で活動した海賊。エドワード・イングランドの部下として知られる。

## 経歴
1718年末頃、バハマ諸島を脱出したエドワード・イングランドはアフリカへ進出し、拿捕したパール号をロイヤル・ジェームズ号と改名して旗艦とし、ヴェルデ岬およびアゾレス諸島の近海で海賊行為を行った。1719年春、一味はガンビアからガーナに至る沿岸で多数の船を拿捕してその多くを燃やしたが、マーキュリー号とエリザベス・アンド・キャサリン号は海賊船とした。エリザベス号はバルバドス籍の船でブリッジ船長が指揮をしており、14人の乗組員がいたが、うち4人が海賊に志願した。イングランドはエリザベス号を武装してフライング・キング号と改名し、部下のサンプルに与えた。
サンプルはイングランドの元から独立し、マーキュリー号(黒髭にちなんでアン女王の復讐号と改められた)のロバート・レーンと共に西インド諸島へ向かった。彼らはいくつかの船を掠奪した後、11月にはブラジルへと針路を取り、そこでも数隻のポルトガル籍の船舶を獲物にした。2人の海賊行為は順調かと思われたが、ポルトガルの軍艦に遭遇し、アン女王の復讐号は大破してしまう。レーンは死に、サンプルはフライング・キング号を海岸に乗り上げて逃走を図ったが、12人が戦死し、多くが捕らわれた。囚人のうち32人がイギリス人、3人がオランダ人、2人がフランス人、1人がポルトガル人だったという。計38人がポルトガル軍により絞首刑に処された。

## 参考資料
- チャールズ・ジョンソン(著)、朝比奈一郎(訳)、『海賊列伝(上)』2012年2月、中公文庫